# Garyops centralis
Garyops centralis es una especie de arácnido del orden Pseudoscorpionida de la familia Sternophoridae.

## Distribución geográfica
Se encuentra en El Salvador.